# زنبقاوات النهار
زنبقاوات النهار (الاسم العلمي: Hemerocallidoideae) هي أسرة من النباتات تتبع فصيلة المصفورية من رتبة الهليونيات.

## أجناس
- زنبق النهار